# Teruaki Kobayashi
Teruaki Kobayashi (født 20. juni 1979) er en japansk fodboldspiller.
Han har spillet for flere forskellige klubber i sin karriere, herunder JEF United Ichihara, Montedio Yamagata, Vissel Kobe, Ventforet Kofu og Sagan Tosu.